# Fiona Milne
Pour les articles homonymes, voir Milne.
Fiona Milne, née le 6 septembre 1971 à Buenos Aires, est une rameuse d'aviron canadienne.

## Carrière
Fiona Milne termine neuvième de l'épreuve de deux de couple poids légers avec Tracy Duncan aux Jeux olympiques d'été de 2000 à Sydney.
Elle est médaillée d'argent en skiff aux Jeux panaméricains de 2003 à Saint-Domingue et médaillée d'or en skiff poids légers aux Championnats du monde d'aviron 2003 à Milan.
Elle est huitième de l'épreuve de deux de couple poids légers avec Mara Jones aux Jeux olympiques d'été de 2004 à Athènes.